# Jackl Vivien
Jackl Vivien (Budapest, 2008. október 17. –) Európa-bajnok magyar úszó, olimpikon.

## Pályafutása
Négy esztendősen kezdett el úszni.
2022. július elején az ifjúsági úszó-Európa-bajnokságon a romániai Otopeniben 400 m vegyesen bronzérmet szerzett; 200 méter vegyesen (előfutamok összesítésében 29.), 200 méter háton (elődöntők összesítésében 13.), 200 méter pillangón (elődöntők összesítésében 9.) és 400 méter gyorson (előfutamok összesítésében 12.) is indult, de nem jutott döntőbe. Az augusztus végén és szeptember elején rendezett ifjúsági úszó-világbajnokságon a perui Limában 400 méter vegyesen és 200 méter pillangón egyaránt a 6. helyen, míg 1500 méter gyorson a 7. helyen végzett; 200 méter háton nem került döntőbe (az előfutamok összesítésében 10. lett).
2023. július elején az ifjúsági úszó-Európa-bajnokságon Belgrádban 400 méter vegyesen aranyérmes lett, 4:40.66-os ideje pedig egyéni csúcsot, illetve a 14 és 15 évesek korosztályában új országos csúcsot jelentett. Ugyanitt 200 m pillangón az ötödik helyen végzett, míg 400 m gyorson és 200 méter háton nem jutott döntőbe. Július végén a 2023. évi nyári európai ifjúsági olimpiai fesztiválon Mariborban négy érmet nyert: 400 méter vegyesen és 400 méter gyorson is aranyérmes, míg 200 méter háton és 800 méter gyorson ezüstérmes lett. Decemberben a 2023-as rövid pályás úszó-Európa-bajnokságon Otopeniben 400 méter vegyesen az előfutamok összesítésében a 10. lett, nem jutott a döntőbe.
2024 áprilisában az országos bajnokságon 400 m vegyesen első lett úgy, hogy egyéni legjobb idejét majdnem 6 másodperccel megjavította, s egyúttal megúszta a nyári olimpia A-szintjének idejét is; ugyanitt 1500 m gyorson ezüst-, 800 m gyorson pedig bronzérmet szerzett.
A 2024-es párizsi olimpián 400 méteres vegyesúszásban nem jutott döntőbe, összesítésben a 14. helyen zárt, 4:44.47-es idővel.
1500 méteres gyorsúszásban szintén nem jutott döntőbe, összesítésben a 15. helyen zárt, 15:47.43-as idővel.

### Magyar bajnokság
| 50 méteres medence | 2021 | 2022 | 2023 | 2024 |
| ------------------ | ---- | ---- | ---- | ---- |
| 800 m gyors        |      |      | 4.   | 3.   |
| 1500 m gyors       |      |      | 4.   | 2.   |
| 200 m vegyes       |      | 8.   |      |      |
| 400 m vegyes       | 5.   | 3.   | 2.   | 1.   |

## Rekordjai
200 m vegyes
- 2:18,70 (2021. december 17., Győr) 13 éves korosztályos magyar csúcs

400 m vegyes
- 4:59,82 (2020. október 24., Győr) 12 éves korosztályos magyar csúcs
- 4:46,47 (2021. június 4., Kaposvár) 13 éves korosztályos magyar csúcs
- 4:40,66 (2023. július 3., Belgrád) 15 és 16 éves korosztályos magyar csúcs
- 4:34,96 (2024. április 11., Budapest) 16 éves korosztályos magyar csúcs